# Resistenza di Scutari
La resistenza di Scutari fu il movimento clandestino di opposizione alle forze armate della Germania nazista e dell'Italia fascista che occuparono l'Albania (allora facente parte della Jugoslavia) durante la seconda guerra mondiale. 

## Premesse storiche

### Il movimento antimonarchico e antifascista
I primi gruppi antifascisti si strutturarono sui gruppi antimonarchici esistenti in città fin dal colpo di Stato di Zog I di Albania, con il quale l'Albania era diventata una monarchia costituzionale. Infatti in città l'opposizione alla monarchia era molto radicata, in particolar modo nella piccola borghesia e negli ambienti scolarizzati. 
Il risentimento nei confronti della monarchia era anche la conseguenza dell'omicidio del Ministro dell'Istruzione Luigi Gurakuqi, shkodran molto stimato dai suoi concittadini e promotore di numerose campagne di alfabetizzazione. Ahmet Zog, che temeva la scolarizzazione della società albanese e soprattutto quella degli strati più umili, lo obbligò all'esilio e poco dopo lo fece assassinare a Bari da un agente segreto nel marzo del 1925, inasprendo così l'antipatia e l'odio della popolazione di Scutari nei suoi confronti.

#### "Besa Shqiptare": il primo gruppo rivoluzionario
Nel 1939, dopo l'invasione italiana dell'Albania, nacque il gruppo "Besa Shqiptare", che si occupava di organizzare iniziative di agitazione culturale e politica; questo gruppo era in contatto con numerose avanguardie artistiche dell'est-europeo, specialmente con quelle realiste e futuriste. Vennero tradotte da vari autori le opere di Maksim Gor'kij, García Lorca e Majakovskij e pubblicata una rivista clandestina chiamata "Il Nuovo Mondo" (in albanese Bota e Re).
Il gruppo, pur essendo politicamente variegato al suo interno, manteneva un orientamento marxista. Negli anni dell'occupazione fascista promosse numerose campagne di disobbedienza, organizzò scioperi e condusse azioni di guerriglia e sabotaggio. L'intento era di stabilire dei contatti più stretti con la classe operaia scutarina per allargare la portata della lotta di liberazione: il risultato ottenuto fu discreto, nonostante il rafforzamento dell'organizzazione, i principali attivisti restarono gli intellettuali della piccola borghesia. 
Si ricordano tra i fondatori: Zef Mala, un intellettuale di famiglia cattolica che lavorava come giornalista; Asim Vokshi, antifascista kosovaro caduto durante la Rivoluzione Spagnola del 1936; Qemal Stafa, studente del locale Collegio gesuita "Pjetër Meshkalla" e tra i fondatori del Partito Comunista; Miladin Popović, delegato dell'Esercito di Liberazione Jugoslavo ai rapporti con i comunisti albanesi; Vasil Shanto, intellettuale serbo-albanese e Vojo Kushi.

### L'assedio dei tre eroi di Scutari
Branko Kadija, Perlat Rexhepi, erano studenti del Ginnasio Statale, mentre Jordan Misia era un imbianchino. Aderirono al Partito Comunista dopo la conquista della città da parte del Regno d'Italia. Nel giugno del 1942, i carabinieri avevano condotto delle ampie indagini sulle attività partigiane in città e dopo numerose ricerche e confessioni estorte con la tortura ad alcuni detenuti politici, il 22 giugno ordinarono l'arresto dei tre militanti. I tre avvertiti del pericolo e braccati dai militari, si barricarono in casa di Jordan Misia nel quartiere "Fushe-Firej" e dopo aver evacuato la madre e i fratelli dall'abitazione, vennero accerchiati. Centinaia di carabinieri e di militi fascisti assediarono la casa dell'operaio scutarino ingaggiando ore di scontri a fuoco. I tre partigiani però non si fecero trovare impreparati: la casa di Jordan era infatti un deposito clandestino di armi della resistenza. I combattimenti durarono circa sei ore. Si racconta che il prefetto di Scutari, disperato per la tenace resistenza dei combattenti, ordinò addirittura all'aviazione di sorvolare la casa assediata e sparare dalle torrette.
Ma nonostante l'evidente sproporzione di forze i tre eroi non demordettero e terminate le munizioni uscirono fuori riservando le ultime granate per i fascisti. Le ultima parole che Perlat lanciò contro gli occupanti furono:«Il popolo si armerà di nuovo e vi getterà a mare, proprio come accadde a Valona nel 1920». L'allusione riguardava un fallito tentativo di annessione avvenuto con lo sbarco italiano nella città di Valona durante la prima guerra mondiale.